# 箸尾宗信
箸尾 宗信（はしお むねのぶ）は、室町時代後期の武将。大和国の国人箸尾氏当主。別名は為隆。

## 略歴
大和永享の乱で兄・為憲（次郎左衛門?）が越智維通、大覚寺門跡義昭と共に筒井氏を後援した室町幕府に殺害されると、宗信は嘉吉3年（1443年）に甥の春代丸を殺害して惣領の地位を奪った。原因は一族の方針を巡って対立、越智氏側の春代丸に対して宗信は筒井氏寄りだったからと言われている。
筒井順弘と成身院光宣・筒井順永兄弟の対立では光宣についたが、河内国守護畠山氏のお家騒動では弥三郎についた為、享徳4年（1455年）、弥三郎は追放、後を追った畠山義就に大和に侵攻され、康正3年（1457年）には奪われた所領が幕府御料所となり、代官に義就が任じられるという事になった。
宗信は没落を余儀なくされたが、長禄3年（1459年）、弥三郎の赦免に伴い、幕府から知行回復の御教書を賜り、細川勝元の軍勢に守られて大和に入国した。弥三郎は急死するものの、弟の政長が畠山氏当主に擁立された。宗信は所領を回復する為、義就方の越智家栄と戦い着実に所領を取り戻していった。
応仁元年（1467年）、応仁の乱の最中に急死。跡は嫡男・為国が継承した。